# Paleu, Bihor
Paleu (în maghiară Hegyközpályi) este satul de reședință al comunei cu același nume din județul Bihor, Crișana, România.